# Roge Blasco
Roge Blasco Granados (1955, Bilbao, Vizcaya) es un periodista, locutor de radio y presentador de televisión español. Es licenciado en Ciencias de la Información por la Universidad del País Vasco.

## Carrera
A lo largo de su carrera ha colaborado con medios como Radio Popular, Radio Euskadi, ETB y TVE. También ha escrito para los periódicos Diario Vasco, Deia, Egin y Gara.
En su trayectoria profesional se ha especializado en el periodismo sobre viajes y aventuras. Su trabajo al frente de programas de radio y televisión como Doctor Livingstone, Supongo, Levando Anclas, La Casa de la Palabra o Tierra a la Vista le han convertido en un periodista conocido en el ámbito de los viajes, especialmente en la región vasca. El programa Levando Anclas, en antena desde 1984, es uno de los más veteranos de Radio Euskadi.

## Premios
Durante su carrera, ha ganado varios premios, destacando entre ellos el Premio de Comunicación 2009. otorgado por la Sociedad Geográfica Española.